# Lista över Seychellernas presidenter

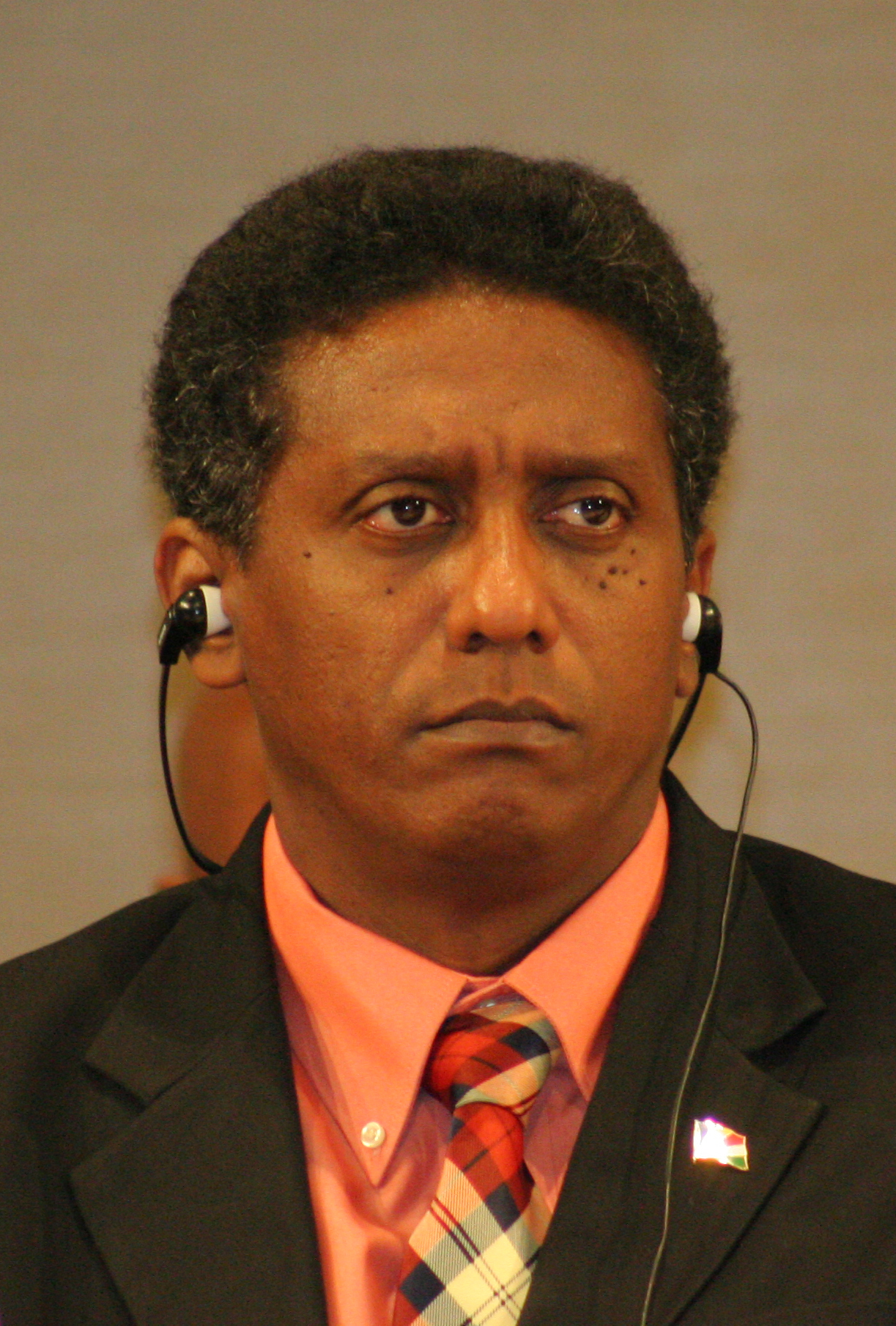
Danny Faure var Seychellernas president från 2016 till 26 oktober 2020

Detta är en lista över Seychellernas presidenter.
| Namn               | Ämbetsperiod                      |
| ------------------ | --------------------------------- |
| Sir James Mancham  | 29 juni 1976 – 5 juni 1977        |
| France-Albert René | 5 juni 1977 – 16 april 2004       |
| James Michel       | 16 april 2004 – 16 oktober 2016   |
| Danny Faure        | 16 oktober 2016 – 26 oktober 2020 |
| Wavel Ramkalawan   | 26 oktober 2020–                  |